# 伊德海拉
伊德海拉（Yidhra）是克蘇魯神話中的外神之一，被稱為梦之女巫（The Dream Witch），通常以一个年轻迷人的人类女性的形象出现，但她的外表可以变化。
伊德海拉自第一种微生物出现后便在地球上长存了。为了在变化的环境中生存下去，她获得了呈现她所吞噬的任何生物特性的能力。随着时间的流逝，伊德海拉将自己分裂成不同的面貌，而每一部分都共享着她的意识。

## 信徒
信奉伊德海拉的教派广泛分布于缅甸、乍得、老挝、苏美尔、新墨西哥和德克萨斯。通过与伊德海拉相融合，信徒会获得永生，尽管这样会使他们变得与他们的主子有几分相似。那些服侍她的人也被许诺得到丰富的报偿和健壮的牲畜。她通常将自己的真面目隐藏在强力的幻影中，以一个清秀的青年女子形象现身；信徒中也只有得其宠爱的才能一览她的真容。